# هيرمان كارل فوغل
هيرمان كارل فوغل (بالألمانية: Hermann Carl Vogel)‏ هو فيزيائي فلكي مولود بتاريخ 3 أبريل عام 1841 بمدينة لايبزغ والمتوفي بتاريخ 13 أغسطس 1907 بمدينة بوتسدام.
شارك فيها في بناء المرصد الفيزيائي الفلكي وأصبح أول مدير له في عام 1882, وقد كان فوجل أحد الفيزيائيين الفلكيين البارزين في عصره، وأهم أبحاثه الفلكية في مجال التحليل الطيفي للنجوم، حيث أتى بإمكانات جديدة تماما للأرصاد وذلك بادخاله التصوير الفوتوغرافي للنجوم، وقد تمكن بذلك فوجل من قياس أول سرعة خطية ومن اكتشاف المزدوجات الطيفية.

## المصدر
- الموسوعة الفلكية